# Honda S600
Honda S600 – mały dwuosobowy kabriolet oraz coupé produkowane seryjnie w latach 1964-1968 przez japoński koncern Honda.

## Opis modelu
Produkcja Hondy S600 rozpoczęła się w marcu 1964 roku. Był to pierwszy samochód Hondy oferowany w dwóch wersjach, jako roadster, wykazującym duże podobieństwo do Hondy S500, oraz jako fastback coupé (z twardym dachem) wprowadzonym w marcu 1965 roku.
Samochód był napędzany przez silnik DOHC, 4-cylindrowy, rzędowy, gaźnikowy, chłodzony cieczą. Pojemność wzrosła do 606 cm³ w stosunku do Hondy S500, u której wynosiła 492 cm³. Motor osiągał moc 57 KM przy 8500 obr./min i pozwalał na rozpędzenie samochodu prędkości 145 km/h. Wersja kabriolet ważyła 715 kilogramów, a model coupé tylko dodatkowe 15 kilogramów więcej. 
Honda S600 była pierwszym "masowo oferowanym" przez Hondę samochodem. Pierwsze wersje oferowane były tylko z kierownicami po prawej stronie. Dopiero w późniejszym czasie dostępne były wersje z kierownicą po lewej stronie, przez co zwiększył się eksport tego pojazdu (kilka przed-produkcyjnych S500 wyprodukowano z kierownicą po lewej stronie, dwie lub trzy pokazywano w niektórych broszurkach z ofertami, ale cała produkcja S500 była tylko z kierownicą po prawej stronie). 
Model S600 w obydwu wariantach  roadster i coupé dostępne były w wersji podstawowej oraz specjalnej o oznaczeniu SM600 zawierającej dodatkowe elementy wyposażenie, takie jak – specjalne kolory nadwozia, ekskluzywne oznaczenia, specjalną antenę w daszku przeciwsłonecznym pasażera, lepsze poduszki w siedzeniach, szyny pod siedzeniem pasażera w celu szybkiego usunięcia fotela, a także ogrzewanie, radio i głośniki, światła cofania oraz zapalniczkę.
Produkcja Hondy S600 była większym sukcesem, niż jej protoplasta, Honda S500. Faktem jest, że z trzech produkowanych silników o tej pojemności dla sportowych samochodów, Honda S600 miała najlepsze osiągi. 
Honda zbudowała 3912 roadsterów w 1964 roku oraz 7261 roadsterów i 1519 coupé w 1965 roku. Produkcja zakończyła się w 1966 roku (kiedy zaprezentowano model S800) ze sprzedanymi 111 roadsterami i 281 sztukami wersji coupé, dając całość na poziomie 11 284 sztuk w wersji kabriolet i 1800 w wersji coupé w ciągu trzech lat sprzedaży.

## Dane techniczne
Źródło:

### Silnik
- R4 0,6 l (606 cm³), 2 zawory na cylinder, DOHC
- Układ zasilania: gaźnik
- Średnica cylindra × skok tłoka: 54,50 mm × 65,00 mm
- Stopień sprężania: 9,5:1
- Moc maksymalna: 57 KM (42 kW) przy 8500 obr/min
- Maksymalny moment obrotowy: 51 N•m przy 5500 obr/min

### Osiągi
- Czas przejazdu pierwszych 400 m: 18,7 s
- Prędkość maksymalna: 142 km/h